# یان پورتفلیت
یان پورتفلیت (هلندی: Jan Poortvliet؛ تلفظ هلندی: [ˈjɑm ˈpoːrtflit]؛ زادهٔ ۲۱ سپتامبر ۱۹۵۵) بازیکن سابق و مربی فوتبال اهل هلند است.
از باشگاه‌هایی که در آن بازی کرده‌است می‌توان به باشگاه فوتبال رودا جی‌سی کرکراد، باشگاه فوتبال کن، باشگاه فوتبال نیم المپیک، باشگاه فوتبال رویال آنتورپ، و باشگاه ورزشی پی‌اس‌وی آیندهوون اشاره کرد.
وی همچنین در تیم ملی فوتبال هلند بازی کرده‌است.